# إديث نورث جونسون
إديث نورث جونسون (بالإنجليزية: Edith North Johnson)‏ هي كاتبة أغاني ومغنية وعازفة بيانو أمريكية، ولدت في 2 يناير 1903 في سانت لويس في الولايات المتحدة، وتوفيت في 28 فبراير 1988.

## وصلات خارجية
- إديث نورث جونسون على موقع ميوزك برينز (الإنجليزية)
- إديث نورث جونسون على موقع ميوزك برينز (الإنجليزية)
- إديث نورث جونسون على موقع أول ميوزيك (الإنجليزية)
- إديث نورث جونسون على موقع ديسكوغز (الإنجليزية)